# Achille Apolloni
Achille Apolloni (Anagni, 13 de maio de 1823 - Roma, 3 de abril de 1893) foi um cardeal italiano da Igreja Católica, que trabalhou na Cúria Romana como Vice-Camerlengo da Igreja Católica.

## Biografia
Filho de uma família patrícia do Lácio, seus estudos primários foram no Collegio Romano, enquanto residia no Collegio dei Nobili jesuíta. Depois estudou na Pontifícia Academia dos Nobres Eclesiásticos, em Roma, desde 1842 (filosofia, teologia e direito canônico; obteve o doutorado em direito ad honorem em 1847).
Foi ordenado padre em 20 de março de 1850. Foi cônego do capítulo da Basílica de São Pedro, em 1851, foi também Prelado doméstico de Sua Santidade em 1853. Delegado apostólico em Rieti, entre 1854 e 1858, depois entre 1859 e 1860, foi delegado apostólico em Macerata. Auditor da Sagrada Rota Romana em 6 de abril de 1867, prestou juramento em 13 de janeiro de 1868. Nesse mesmo ano, o Papa Pio IX o enviou a Albano para dirigir as obras de caridade em favor das vítimas da epidemia de cólera, já que o bispo local, o cardeal Lodovico Altieri, foi uma das vítimas. Em 1882, o Papa Leão XIII o nomeou presidente da comissão especial para as relações entre a Santa Sé e os tribunais civis. Em 3 de dezembro de 1884, foi nomeado Vice-Camerlengo da Igreja Católica.
Foi criado cardeal pelo Papa Leão XIII, no Consistório de 24 de maio de 1889, recebendo o barrete vermelho e o título de cardeal-diácono de São Cesário em Palatio em 27 de maio. Em 4 de novembro de 1892, foi nomeado Protetor da Ordem dos Frades Menores.
Morreu em 3 de abril de 1893, de repente, de uma síncope, em Roma. Velado na igreja paroquial de Santa Maria in Via Lata, onde se realizou o funeral no dia 7 de abril e foi sepultado no túmulo dos cônegos do capítulo da Basílica de São Pedro no cemitério Campo di Verano.